# سليمان الجمهور
سليمان بن عبد الله الجمهور ( 1957م - 16 يونيو 2021 ). صحافي وكاتب سعودي من مواليد مدينة الرياض.

## حياته
كتب في عدد من الصحف السعودية، وصدر له كتاب (فلسطين في قلوب السعوديين) ويعتبر من أشهر الصحفيين في المملكة العربية السعودي، حيث عمل في صحيفة عكاظ ومن ثم مسئول التحرير في صحيفة الرياضية، مدير مكتب صحيفة الرياضي في مدينة الرياض، ومستشار  التحرير في صحيفة شمس سابقاً ويصدر له بشكل اسبوعي مقال في صحيفة الحياة وعضو شرف في نادي النصر السعودي 
كما عمل في مصلحة الجمارك ووزارة الثقافة والإعلام «مدير إدارة المكاتب الإعلامية» ومثل الوزارة في عدد من المؤتمرات والمنتديات الداخلية والخارجية.

## وفاته
توفي بعد صراع مع المرض؛ حيث تدهورت حالته الصحية  قبل عدة أشهر من وفاته، كتب على حسابه بموقع «تويتر» تغريده قال فيها: «يارب مع طلوع فجر جديد من هذا اليوم المبارك، أُشهدك أني قد سامحت وعفوت عن كل من اغتابني أو شتمني أو آذاني أو نال مني أو أساء لي  أو اعتقد خطأ أنني قد أسأت له آو علمت ضده، كان سراً أو علانيةً اللهم إني عفوت عنه وأوكلت أمرنا لله جل وعلا، اسأل الله أن يعفو عنا جميعاً».
وقال الأمير فيصل بن تركي عبر حسابه على موقع «تويتر»: «اللهم ارحمه واغفر له وأسكنه فسيح جناتك، سليمان الجمهور في ذمة الله». بينما قال رئيس نادي النصر، مسلي آل معمر، عبر حسابه الرسمي على تويتر: « رحمة الله عليك يا أبافهد من أنقى وأنزه وأحرف الصحافيين الذين عرفتهم .. تعازينا لأهله وأصدقائه ومحبيه. إنا لله وإنا إليه راجعون، سليمان الجمهور في ذمة الله».